# Nobody Knows (serie de televisión)
Nobody Knows (Hangul: 아무도 모른다; RR: Amudo Moreunda), es una serie de televisión surcoreana transmitida del 2 de marzo del 2020 hasta el 21 de abril de 2020, a través de SBS TV.

## Sinopsis
Cha Young-jin es un detective que sigue atormentada y con traumas, luego de perder a su mejor amiga Choi Soo-jeong hace 19 años a causa de un asesino en serie conocido como "Stigmata".
Aún sintiendo culpa por lo sucedido, ya que el día de la muerte de Soo-jeong, no había contestado sus llamadas y al día siguiente había sido encontrada muerta. Cuando el caso del asesino en serie comienza nuevamente, Young-jin está decidida a perseguir y atrapar al culpable.
Pronto se une al maestro Lee Sun-woo, y hacen todo lo posible por proteger a los jóvenes en riesgo, cuyas vidas podrían haber cambiado si hubieran estado rodeados de buenos adultos.

## Reparto

### Personajes principales
| Actor                               | Personaje          | Episodios donde apareció | Notas |
| ----------------------------------- | ------------------ | ------------------------ | --- |
| Kim Seo-hyung Kim Sae-ron           | Det. Cha Young-jin | 1-16 1-3, 13             | Es una detective y líder de la unidad de crímenes violentos de la policía, que luego de perder a su amiga más cercana cuando era más joven a manos de un asesino en serie, comienza su propia cacería cuando los asesinatos comienzan de nuevo.                       |
| Ryu Deok-hwan                       | Mtro. Lee Sun-woo  | 1-16                     | Es un maestro de "Shinsung Middle School" que poco a poco se ve atrapado en el misterioso caso de un asesino en serie. |
| Park Hoon Baek Jae-woo Jung Ji-hoon | Baek Sang-ho       | 1-16 13 6, 11            | |
| Ahn Ji-ho Kim Joon-eui              | Go Eun-ho          | 1-16 1-2                 | Es un amable y reflexivo estudiante y el único amigo de Cha Young-jin. A pesar de ser descuidado por su madre inestable, logra crecer como un joven honesto. Luego de quedar atrapado en un caso que involucra a Baek Sang-ho, casi pierde la vida y termina en coma. |

### Personajes secundarios

#### Escuadrón Especial de la Policía Metropolitana de Seúl
| Actor          | Personaje          | Episodios donde apareció | Notas |
| -------------- | ------------------ | ------------------------ | --- |
| Moon Sung-keun | Hwang In-beom      | -                        | Es un miembro del escuadrón especial de delitos de la agencia de la policía metropolitana de Seúl.                     |
| Min Jin-woong  | Det. Lee Jae-hong  | -                        | Es un miembro del escuadrón especial de delitos de la agencia de la policía metropolitana de Seúl.                     |
| Park Chul-min  | Det. Han Geun-man  | -                        | Es un miembro y detective en jefe del escuadrón especial de delitos de la agencia de la policía metropolitana de Seúl. |
| Kang Ye-won    | Yoo Ja-young       | -                        | Es un miembro del escuadrón especial de delitos de la agencia de la policía metropolitana de Seúl.                     |
| Jeon Suk-chan  | Det. Kim Byung-hee | -                        | Es un miembro del escuadrón especial de delitos de la agencia de la policía metropolitana de Seúl.                     |
| Baek Soo-jang  | Det. Park Jin-su   | -                        | Es un miembro del escuadrón especial de delitos de la agencia de la policía metropolitana de Seúl.                     |
| Lee Chae-eun   | Hong Eun-joo       | -                        | Es una miembro del escuadrón especial de delitos de la agencia de la policía metropolitana de Seúl.                    |

#### Miembros de la Escuela "Shinsung"
| Actor                   | Personaje      | Episodios donde apareció | Notas |
| ----------------------- | -------------- | ------------------------ | --- |
| Jo Han-chul             | Yoon Hee-sub   | -                        | Es el presidente de la escuela secundaria Shinsung. |
| Yoon Chan-young         | Joo Dong-myung | -                        | Es un estudiante de la escuela secundaria Shinsung y uno de los amigos de Go Eun-ho. Es un joven quien a pesar de parecer un delincuente en realidad lucha por llegar a fin de mes y reuinir el dinero para la operación de su hermano menor sin la presencia de sus padres. Después de terminar involucrado en el caso de Eun-ho junto a Ha Min-sung, se dan cuenta del dolor que cada uno está pasando y terminan convirtiéndose en verdaderos amigos, mientras crecen a través de sus experiencias. |
| Yoon Jae-yong (윤재용)  | Ha Min-sung    | -                        | Es un estudiante de la escuela secundaria Shinsung, un joven proveniente de una familia adinerada quien bajo la presión de su madre se ha desacarrilado. Después terminar involucrado en el caso de Go Eun-ho junto a Joo Dong-myung, se dan cuenta del dolor que cada uno está pasando y terminan convirtiéndose en verdaderos amigos, mientras crecen a través de sus experiencias. |
| Jung Seung-kil (정승길) | -              | 3, 9                     | Es el encargado de la administración de la escuela secundaria Shinsung. |
| Seo Joon-hyung (소준형) | Jae-min        | 7                        | Es un estudiante de la escuela secundaria Shinsung. |

#### Miembros de la Iglesia "New Life"
| Actor          | Personaje     | Episodios donde apareció | Notas |
| -------------- | ------------- | ------------------------ | --- |
| Jeon Moo-song  | Kwon Jae-chun | 12                       | |
| Kang Shin-il   | Seo Sang-won  | 1-2, 5-6, 11             | Es un pastor en la iglesia "Nueva Vida" y el culpable de los asesinatos en serie de "Stigmata". |
| Kwon Hae-hyo   | Jang Ki-ho    | -                        | [ 16 ] |
| Baek Hyun-joo  | Lim Hee-jung  | 1-2, 7                   | Es la directora de la fundación "Shinsung Private School" y miembro influyente de la iglesia "Nueva Vida" (inglés: "New Life"). Más tarde Hee-jung se convierte en una de las víctimas del asesino en serie conocido como "Stigmata". |
| Yoo Soon-woong | Yoo Pan-sool  | -                        | |
| Jo Sun-mook    | -             | 1-2, 5, 7                | Es el secretario general de la iglesia "Nueva Vida". |

#### Familia y amigos
| Actor                   | Personaje     | Episodios donde apareció | Notas |
| ----------------------- | ------------- | ------------------------ | --- |
| Shin Jae-hwi (신재휘)   | Oh Doo-seok   | -                        | Es el asistente de Baek Sang-ho y gerente del hotel "Millennium".                                                                                                 |
| Tae Won-seok            | Ko Hee-dong   | -                        | Es el jefe de seguridad del hotel "Millennium". |
| Park Min-jung (박민정)  | Bae Sun-ah    | -                        | Es la gerente del hotel "Millennium". |
| Seo Young-joo           | Kim Tae-hyung | -                        | Es un hombre misterioso contratado por el peligroso Baek Sang-ho, así como el cuidador de Go Eun-ho.                                                              |
| Jang Young-nam          | Jung So-yun   | -                        | Es la madre de Go Eun-ho. |
| Han Soo-hyun (한수현)   | Kim Chang-soo | -                        | Es el novio de Jung So-yun. |
| Jang Jae-ho (장재호)    | Choi Dae-hoon | 1-3, 6, 8                | Es el chofer de Ha Min-sung. |
| Lee Joo-young (이주영)  | -             | -                        | Es la madre de Ha Min-sung. |
| Choi Go (최고)          | Joo Han-sol   | 5-6, 9, 11               | Es el hermano de Joo Dong-myung. |
| Lee Seung-yeon (이승연) | -             | 5                        | Es la tía de Joo Dong-myung y Joo Han-sol. |
| Ahn Mi-na (안미나)      | Lee Sun-kyung | -                        | Es la hermana mayor de Lee Sun-woo, esposa de Yoon Hee-sub y madre de Yoon Ji-wo. Es una mujer tranquila que confía en que Hee-sub, se lleve bien con su hermano. |
| Ok Ye-rin (옥예린)      | Yoon Ji-won   | -                        | Es la hija de Yoon Hee-sub y Lee Sun-kyung. |

### Otros personajes
| Actor                   | Personaje     | Episodios donde apareció | Notas                                  |
| ----------------------- | ------------- | ------------------------ | -------------------------------------- |
| Seo Yi-sook             | Oh Doo-seok   | 1, 2, 16                 | Es la madre de Choi Soo-jeong.         |
| Jang Eui-don (장의돈)   | Choi Man-ki   | 4                        | Es un detective.                       |
| Im Jae-geun (임재근)    | -             | 4                        | Es un científico forense.              |
| Min Sung-wook (민성욱)  | Kevin Jung    | 6-8, 13                  | Es un CEO.                             |
| Ryu Sung-rok (류성록)   | Lee Young-sik | 6-9                      |                                        |
| Ham Sung-min (함성민)   | -             | 6                        | Es uno de los amigos de Lee Young-sik. |
| Park Jung-eon (박정언)  | -             | 9                        | Es una madre en la sala pediátrica.    |
| Sung Hyun-mi (성현미)   | -             | 10                       | Es la dueña del restaurante.           |
| Seo Kwang-jae (서광재)  | -             | 13                       | Es el director del orfanato.           |
| Park Jin-young (박진영) | Kang In-jik   | 13-14                    |                                        |
| Shin Mi-young (신미영)  | -             | 14                       | Es la vecina de Yoo Pan-sool.          |
| Kim Nak-kyun (김낙균)   | -             | -                        | Es un detective.                       |

### Apariciones especiales
| Actor      | Personaje      | Episodios donde apareció | Notas |
| ---------- | -------------- | ------------------------ | --- |
| Kim Si-eun | Choi Soo-jeong | 1-2                      | Es la mejor amiga de Cha Young-jin, quien es asesinada 19 años atrás, razón por la cual Young-jin se convierte en detective con el objetivo de atrapar a su asesino. |

## Episodios
La serie está conformada por 16 episodios, los cuales fueron emitidos todos los lunes y martes a las 22:00 (KST).

### Ratings
Los números en color rojo indican las calificaciones más bajas, mientras que los números en azul indican las calificaciones más altas.
| Episodio | Parte    | Fecha de emisión    | Participación promedio de audiencia | Participación promedio de audiencia | Participación promedio de audiencia |
| Episodio | Parte    | Fecha de emisión    | AGB Nielsen                         | AGB Nielsen                         | TNmS                                |
| Episodio | Parte    | Fecha de emisión    | Nacional                            | Seúl                                | Nacional                            |
| -------- | -------- | ------------------- | ----------------------------------- | ----------------------------------- | ----------------------------------- |
| 1        | 1        | 2 de marzo de 2020  | 6.6% (16.ª)                         | 6.9% (17.ª)                         | 6.7% (16.ª)                         |
| 1        | 2        | 2 de marzo de 2020  | 9.0% (5.ª)                          | 9.6% (4.ª)                          | 8.9% (11.ª)                         |
| 2        | 1        | 3 de marzo de 2020  | 7.1% (11.ª)                         | 8.1% (8.ª)                          | 6.6% (16.ª)                         |
| 2        | 2        | 3 de marzo de 2020  | 8.8% (7.ª)                          | 9.6% (4.ª)                          | 8.0% (11.ª)                         |
| 3        | 1        | 9 de marzo de 2020  | 7.1% (14.ª)                         | 7.8% (11.ª)                         | 6.3% (19.ª)                         |
| 3        | 2        | 9 de marzo de 2020  | 9.3% (7.ª)                          | 10.0% (4.ª)                         | 7.9% (13.ª)                         |
| 4        | 1        | 10 de marzo de 2020 | 7.8% (10.ª)                         | 8.2% (7.ª)                          | 7.3% (13.ª)                         |
| 4        | 2        | 10 de marzo de 2020 | 9.5% (6.ª)                          | 10.2% (5.ª)                         | 8.8% (11.ª)                         |
| 5        | 1        | 16 de marzo de 2020 | 7.5% (14.ª)                         | 7.9% (15.ª)                         | 6.8% (16.ª)                         |
| 5        | 2        | 16 de marzo de 2020 | 9.8% (5.ª)                          | 10.5% (4.ª)                         | 7.9% (13.ª)                         |
| 6        | 1        | 17 de marzo de 2020 | 7.6% (11.ª)                         | 8.4% (7.ª)                          | 6.6% (15.ª)                         |
| 6        | 2        | 17 de marzo de 2020 | 9.1% (5.ª)                          | 9.5% (4.ª)                          | 7.5% (11.ª)                         |
| 7        | 1        | 23 de marzo de 2020 | 6.8% (16.ª)                         | 7.4% (14.ª)                         | 6.2% (NR)                           |
| 7        | 2        | 23 de marzo de 2020 | 9.1% (8.ª)                          | 9.5% (6.ª)                          | 7.7% (11.ª)                         |
| 8        | 1        | 24 de marzo de 2020 | 7.2% (11.ª)                         | 7.5% (10.ª)                         | 7.1% (13.ª)                         |
| 8        | 2        | 24 de marzo de 2020 | 9.8% (5.ª)                          | 10.5% (4.ª)                         | 8.8% (10.ª)                         |
| 9        | 1        | 30 de marzo de 2020 | 7.0% (16.ª)                         | 7.5% (16.ª)                         | 6.5% (18.ª)                         |
| 9        | 2        | 30 de marzo de 2020 | 9.0% (7.ª)                          | 9.3% (6.ª)                          | 8.4% (11.ª)                         |
| 10       | 1        | 31 de abril de 2020 | 7.0% (11.ª)                         | 7.3% (9.ª)                          | 6.1% (17.ª)                         |
| 10       | 2        | 31 de abril de 2020 | 9.6% (4.ª)                          | 10.1% (4.ª)                         | 9.0% (8.ª)                          |
| 11       | 1        | 6 de abril de 2020  | 7.4% (14.ª)                         | 7.8% (11.ª)                         | 6.9% (13.ª)                         |
| 11       | 2        | 6 de abril de 2020  | 9.2% (5.ª)                          | 9.5% (5.ª)                          | 8.7% (9.ª)                          |
| 12       | 1        | 7 de abril de 2020  | 8.1% (9.ª)                          | 8.7% (5.ª)                          | 7.9% (10.ª)                         |
| 12       | 2        | 7 de abril de 2020  | 9.7% (4.ª)                          | 10.4% (4.ª)                         | 8.9% (9.ª)                          |
| 13       | 1        | 13 de abril de 2020 | 7.9% (12.ª)                         | 8.8% (6.ª)                          | 7.9% (12.ª)                         |
| 13       | 2        | 13 de abril de 2020 | 9.9% (5.ª)                          | 11.1% (3.ª)                         | N/A                                 |
| 14       | 1        | 14 de abril de 2020 | 8.6% (7.ª)                          | 9.5% (5.ª)                          | 7.2% (12.ª)                         |
| 14       | 2        | 14 de abril de 2020 | 10.5% (4.ª)                         | 11.2% (4.ª)                         | 8.6% (10.ª)                         |
| 15       | 1        | 20 de abril de 2020 | 8.1% (8.ª)                          | 8.8% (7.ª)                          | 7.2% (14.ª)                         |
| 15       | 2        | 20 de abril de 2020 | 10.0% (6.ª)                         | 10.8% (4.ª)                         | 8.8% (11.ª)                         |
| 16       | 1        | 21 de abril de 2020 | 8.8% (8.ª)                          | 9.8% (5.ª)                          | 7.9% (11.ª)                         |
| 16       | 2        | 21 de abril de 2020 | 11.4% (4.ª)                         | 12.0% (3.ª)                         | 9.6% (8.ª)                          |
| Promedio | Promedio | Promedio            | 8.6%'                               | 9.2%                                | -                                   |

## Música
El OST de la serie estuvo conformada por cinco partes:

### Parte 1
| No. | Intérprete    | Canción          | Letra  | Canción | Duración |
| --- | ------------- | ---------------- | ------ | ------- | -------- |
| 1   | Sunwoo Jung-a | "Embrace" (온기) | OneTop | OneTop  | 3:46     |
| 2   |               | "Embrace" (Int.) | -      | -       | 3:46     |

### Parte 2
| No. | Intérprete | Canción            | Letra        | Canción      | Duración |
| --- | ---------- | ------------------ | ------------ | ------------ | -------- |
| 1   | Saay       | "Happiness"        | Major League | Major League | 4:18     |
| 2   |            | "Happiness" (Int.) | -            | -            | 4:18     |

### Parte 3
| No. | Intérprete      | Canción                                           | Letra | Canción | Duración |
| --- | --------------- | ------------------------------------------------- | ----- | ------- | -------- |
| 1   | Richard Parkers | "The Secret Not Revealed" (누구도 풀지 않는 비밀) | Shoon | Shoon   | 3:21     |
| 2   |                 | "The Secret Not Revealed" (Int.)                  | -     | -       | 3:21     |

### Parte 4
| No. | Intérprete             | Canción       | Letra                         | Canción                       | Duración |
| --- | ---------------------- | ------------- | ----------------------------- | ----------------------------- | -------- |
| 1   | Kim Jong-wan (de Nell) | "Lost"        | ZigZag Note y Kang Myung-shin | ZigZag Note y Kang Myung-shin | 4:02     |
| 2   |                        | "Lost" (Int.) | -                             | -                             | 4:02     |

### Parte 5
| No. | Intérprete | Canción                                               | Letra               | Canción             | Duración |
| --- | ---------- | ----------------------------------------------------- | ------------------- | ------------------- | -------- |
| 1   | SE O       | "Even If Nobody Cares For You" (아무도 찾지 않더라도) | SE O y Park Se-joon | SE O y Park Se-joon | 3:21     |
| 2   |            | "Even If Nobody Cares For You" (Int.)                 | -                   | -                   | 3:21     |

## Premios y nominaciones
| Año  | Categoría                                                  | Premio               | Nominado(a)    | Resultado |
| ---- | ---------------------------------------------------------- | -------------------- | -------------- | --------- |
| 2020 | Top Excellence Award, Actress in a Miniseries Action Drama | 28th SBS Drama Award | Kim Seo-hyung  | Ganó      |
| 2020 | Top Excellence Award, Actor in a Miniseries Action Drama   | 28th SBS Drama Award | Ryu Deok-hwan  | Nominado  |
| 2020 | Excellence Award, Actor in a Miniseries Action Drama       | 28th SBS Drama Award | Park Hoon      | Nominado  |
| 2020 | Excellence Award, Actress in a Miniseries Action Drama     | 28th SBS Drama Award | Jang Young-nam | Nominada  |
| 2020 | Best Young/Child Actor                                     | 28th SBS Drama Award | Ahn Ji-ho      | Ganó      |

## Producción
La serie también es conocida como "No One Knows".
Fue dirigida por Lee Jeong-heum (이정흠), quien contó con el apoyo del guionista Kim Eun-hyang (김은향).
La primera lectura del guion fue realizada en febrero del 2020, mientras que la conferencia de prensa fue realizada en marzo del mismo año.
Antes del estreno, un webtoon que describe por qué la oficial Cha Young-jin se convirtió en una detective, fue lanzado a través de KakaoPage.
La serie contó con el apoyo de la compañía de producción "The Story Works" (SBS Media Holdings).